# Mesorregión del Centro Oriental Paranaense
La mesorregión del Centro Oriental Paranaense es una de las diez mesorregiones del estado brasileño del Paraná. Es formada por la unión de catorce municipios agrupados en tres microrregiones.

## Microrregiones
- Jaguariaíva
- Ponta Grossa
- Telêmaco Borba

- Datos: Q2098922